# Jalalabad (Punyab)
Jalalabad (en panyabí: ਜਲਾਲਾਬਾਦ) es una ciudad de la India en el distrito de Firozpur, Estado de Panyab.

## Geografía
Se encuentra a una altitud de 187 m s. n. m. a 275 km de la capital estatal, Chandigarh, en la zona horaria UTC +5:30.

## Demografía
| Gráfica de evolución de Jalalabad entre 2001 y 2018 |
|                                                     |